# George Blanda
George Frederick Blanda ("The Grand Old Man") (17 de setembro de 1927 – 27 de setembro de 2010) foi um jogador de futebol americano que atuava como quarterback e placekicker. Blanda jogou como profissional por 26 temporadas, um recorde em esporte profissionais dos Estados Unidos, e também foi o que marcou mais pontos no futebol americano profissional. Blanda se aposentou em 1976. Ele foi o único jogador a atuar por 3 decadas e ele detém o recorde de maior quantidade de extra points chutados.